# Гасліберг
Гасліберг (нім. Hasliberg) — громада  в Швейцарії в кантоні Берн, адміністративний округ Інтерлакен-Обергаслі.

## Географія
Громада розташована на відстані близько 65 км на схід від Берна.
Гасліберг має площу 41,7 км², з яких на 3,2% дозволяється будівництво (житлове та будівництво доріг), 52,6% використовуються в сільськогосподарських цілях, 32% зайнято лісами, 12,1% не є продуктивними (річки, льодовики або гори).

## Демографія
2019 року в громаді мешкало 1151 особа (-7% порівняно з 2010 роком), іноземців було 13%. Густота населення становила 28 осіб/км².
За віковим діапазоном населення розподілялося таким чином: 23,9% — особи молодші 20 років, 49,7% — особи у віці 20—64 років, 26,4% — особи у віці 65 років та старші. Було 471 помешкань (у середньому 2,3 особи в помешканні).
Із загальної кількості 864 працюючих 117 було зайнятих в первинному секторі, 55 — в обробній промисловості, 692 — в галузі послуг.